# 1. Bundesliga 2007-2008 (femminile, Germania)
La 1. Bundesliga 2007-2008 si è svolta dal 6 ottobre 2007 al 26 aprile 2008: al torneo hanno partecipato 11 squadre di club tedesche e la vittoria finale è andata per la prima volta al Rote Raben Vilsbiburg.

## Regolamento
Il campionato si è svolto in una prima fase dove le undici squadre partecipanti si sono sfidate in un girone all'italiana con gare di andate e ritorno: al termine della regular season le prime sei classificate hanno acceduto ai play-off scudetto, mentre le ultime quattro classificate hanno acceduto ai play-out, anche se per nessuna squadra è stata prevista la retrocessione; in entrambi i casi, le squadre hanno conservato i risultati della prima fase. L'Olympia Berlino, pur partecipando al campionato, non ha goduto di alcun diritto nella classifica finale.

## Squadre partecipanti
| - Fischbek - Köpenicker - Olympia Berlino - Dresdner - Bayer Leverkusen - Münster | - Schweriner - TSV Sonthofen - Suhl - Vilsbiburg - Wiesbaden |

## Campionato

### Regular season

#### Tabellone
|            | Dresda | Amburgo | K. Berlino | Leverkusen | Münster | Schwerin | Sonthofen | Suhl | O. Berlino | Vilsbiburg | Wiesbaden |
| ---------- | ------ | ------- | ---------- | ---------- | ------- | -------- | --------- | ---- | ---------- | ---------- | --------- |
| Dresda     | XXX    | 3-0     | 3-0        | 0-3        | 3-0     | 2-3      | 3-0       | 3-2  | 3-0        | 3-2        | 3-0       |
| Amburgo    | 1-3    | XXX     | 3-1        | 3-1        | 3-2     | 0-3      | 3-0       | 1-3  | 3-0        | 3-1        | 3-1       |
| K. Berlino | 0-3    | 1-3     | XXX        | 1-3        | 3-1     | 3-1      | 3-2       | 1-3  | 3-0        | 0-3        | 3-1       |
| Leverkusen | 3-0    | 3-2     | 3-1        | XXX        | 3-0     | 3-2      | 3-0       | 0-3  | 3-0        | 1-3        | 2-3       |
| Münster    | 1-3    | 1-3     | 0-3        | 3-0        | XXX     | 3-2      | 3-2       | 1-3  | 3-0        | 2-3        | 2-3       |
| Schwerin   | 2-3    | 3-0     | 3-0        | 3-1        | 3-0     | XXX      | 3-0       | 3-1  | 3-0        | 3-0        | 3-2       |
| Sonthofen  | 0-3    | 2-3     | 1-3        | 0-3        | 3-2     | 0-3      | XXX       | 1-3  | 2-3        | 1-3        | 0-3       |
| Suhl       | 0-3    | 3-1     | 3-0        | 3-0        | 3-0     | 3-2      | 3-0       | XXX  | 3-1        | 1-3        | 1-3       |
| O. Berlino | 0-3    | 1-3     | 0-3        | 2-3        | 1-3     | 0-3      | 3-2       | 1-3  | XXX        | 0-3        | 0-3       |
| Vilsbiburg | 3-1    | 3-2     | 3-0        | 3-2        | 3-0     | 2-3      | 3-0       | 3-2  | 3-0        | XXX        | 3-2       |
| Wiesbaden  | 3-2    | 3-0     | 2-3        | 2-3        | 3-1     | 2-3      | 3-0       | 1-3  | 3-0        | 3-1        | XXX       |

#### Classifica
| Pos. | Squadra          | Pt    | G  | V  | P  | SV | SP | Ratio | PF   | PS   | Ratio |
| ---- | ---------------- | ----- | -- | -- | -- | -- | -- | ----- | ---- | ---- | ----- |
| 1.   | Schweriner       | 30:10 | 20 | 15 | 5  | 54 | 25 | 2.160 | 1815 | 1585 | 1.145 |
| 2.   | Dresdner         | 30:10 | 20 | 15 | 5  | 50 | 23 | 2.173 | 1666 | 1476 | 1.128 |
| 3.   | Vilsbiburg       | 30:10 | 20 | 15 | 5  | 51 | 29 | 1.758 | 1801 | 1546 | 1.164 |
| 4.   | Suhl             | 28:12 | 20 | 14 | 6  | 49 | 28 | 1.750 | 1809 | 1628 | 1.111 |
| 5.   | Bayer Leverkusen | 24:16 | 20 | 12 | 8  | 43 | 34 | 1.264 | 1730 | 1653 | 1.046 |
| 6.   | Wiesbaden        | 22:18 | 20 | 11 | 9  | 46 | 36 | 1.277 | 1798 | 1771 | 1.015 |
| 7.   | Fischbek         | 22:18 | 20 | 11 | 9  | 40 | 38 | 1.052 | 1739 | 1748 | 0.994 |
| 8.   | Köpenicker       | 18:22 | 20 | 9  | 11 | 32 | 41 | 0.780 | 1580 | 1680 | 0.940 |
| 9.   | Münster          | 10:30 | 20 | 5  | 15 | 28 | 50 | 0.560 | 1611 | 1770 | 0.910 |
| 10.  | Olympia Berlino  | 4:36  | 20 | 2  | 18 | 12 | 59 | 0.203 | 1310 | 1670 | 0.784 |
| 11.  | TSV Sonthofen    | 2:38  | 20 | 1  | 19 | 16 | 59 | 0.271 | 1451 | 1783 | 0.813 |

| Ammesse ai play-off promozione | Ammesse ai play-out |

### Play-off

#### Tabellone
|            | Dresda | Leverkusen | Schwerin | Suhl | Vilsbiburg | Wiesbaden |
| ---------- | ------ | ---------- | -------- | ---- | ---------- | --------- |
| Dresda     | XXX    | 0-3        | 3-1      | 3-0  | 2-3        | 3-2       |
| Leverkusen | 0-3    | XXX        | 2-3      | 2-3  | 1-3        | 3-1       |
| Schwerin   | 3-1    | 0-3        | XXX      | 3-0  | 3-1        | 3-1       |
| Suhl       | 1-3    | 3-0        | 3-2      | XXX  | 0-3        | 3-0       |
| Vilsbiburg | 3-2    | 3-2        | 3-0      | 1-3  | XXX        | 3-0       |
| Wiesbaden  | 3-2    | 3-0        | 3-2      | 1-3  | 3-1        | XXX       |

#### Classifica
| Pos. | Squadra          | Pt    | G  | V  | P  | SV | SP | Ratio | PF   | PS   | Ratio |
| ---- | ---------------- | ----- | -- | -- | -- | -- | -- | ----- | ---- | ---- | ----- |
| 1.   | Vilsbiburg       | 44:16 | 30 | 22 | 8  | 75 | 45 | 1.666 | 2726 | 2428 | 1.122 |
| 2.   | Dresdner         | 40:20 | 30 | 20 | 10 | 72 | 42 | 1.714 | 2589 | 2339 | 1.106 |
| 3.   | Schweriner       | 40:20 | 30 | 20 | 10 | 74 | 45 | 1.644 | 2697 | 2494 | 1.081 |
| 4.   | Suhl             | 40:20 | 30 | 20 | 10 | 68 | 46 | 1.478 | 2647 | 2466 | 1.073 |
| 5.   | Wiesbaden        | 30:30 | 30 | 15 | 15 | 63 | 59 | 1.067 | 2668 | 2671 | 0.998 |
| 6.   | Bayer Leverkusen | 30:30 | 30 | 15 | 15 | 59 | 56 | 1.053 | 2549 | 2518 | 1.012 |

| Campione di Germania |

### Play-out

#### Tabellone
|            | Amburgo | K. Berlino | Münster | Sonthofen |
| ---------- | ------- | ---------- | ------- | --------- |
| Amburgo    | XXX     | 3-0        | 3-2     | 3-0       |
| K. Berlino | 3-1     | XXX        | 3-0     | 3-0       |
| Münster    | 2-3     | 1-3        | XXX     | 3-0       |
| Sonthofen  | 2-3     | 1-3        | 1-3     | XXX       |

#### Classifica
| Pos. | Squadra       | Pt    | G  | V  | P  | SV | SP | Ratio | PF   | PS   | Ratio |
| ---- | ------------- | ----- | -- | -- | -- | -- | -- | ----- | ---- | ---- | ----- |
| 7.   | Fischbek      | 32:20 | 26 | 16 | 10 | 56 | 47 | 1.191 | 2302 | 2260 | 1.018 |
| 8.   | Köpenicker    | 28:24 | 26 | 14 | 12 | 47 | 47 | 1.000 | 2084 | 2121 | 0.982 |
| 9.   | Münster       | 14:38 | 26 | 7  | 19 | 39 | 63 | 0.619 | 2139 | 2313 | 0.924 |
| 10.  | TSV Sonthofen | 2:50  | 26 | 1  | 25 | 20 | 77 | 0.259 | 1894 | 2325 | 0.814 |

## Verdetti
- Vilsbiburg Campione di Germania 2007-08 e qualificata alla Coppa CEV 2008-09.
- Dresdner qualificata alla Challenge Cup 2008-09.